# 마르틴 피스
마르틴 피스(스페인어: Martín Fiz, 1963년 3월 3일 ~ )는 전 스페인의 장거리달리기 선수로 1992년에 시작으로 3개의 연속적 하계 올림픽에 나갔다.
비토리아에서 태어난 피스는 1994년 헬싱키에서 열린 유럽 선수권 대회에서 마라톤을 우승하고, 이듬해 예테보리에서 열린 세계 육상 선수권 대회에서도 자신의 성공을 되풀이하였다. 같은 해에 로테르담 마라톤에서 타이틀을 포획하였다.
1996년 애틀랜타 올림픽에서 그는 마라톤 4위를 하고, 이듬해 아테네에서 열린 세계 육상 선수권 대회에서 동료 선수 아벨 안톤에 밀려 은메달을 땄다.

## 참조
- 올림픽 위원회[깨진 링크(과거 내용 찾기)]